# 邻位效应
邻位效应（英語：Alpha effect）是指原子的亲核性因相邻原子（又稱alpha 原子）帶有孤電子對而增强。与没有相邻原子來提供电子的的类似原子相比，该第一原子的碱度未必會增加。这个效应在间位和对位化合物中不存在。邻位效应有取代基之间的空间阻碍、诱导效应、场效应和成键能力。这种效应已经建立了很多理论来解释，但是還未有明确的定論。
1960年，Jencks和Carriuolo首次在对硝基苯乙酸酯与一系列亲核试剂反应的化学动力学实验中, 观察到邻位效應。他们发现一般亲核試剂，例如氟阴离子、苯胺、吡啶、乙二胺和酚酸根离子，的反應為準一级反应，且其速率與通過pKa來測量的碱性相當。然而，其他亲核试剂的反应比此标准預測的快得多，例如肼、羟胺、次氯酸根离子和氢过氧化物阴离子。
1962年，爱德华兹（Edwards）和皮尔森（Pearson）（後者即為引入了HSAB理论的皮爾森）引入了名詞「邻位效应」來描述此異常現象。他建议这种效应是由过渡态(TS)稳定效应引起的：进入TS时，亲核试剂上的自由电子对离開原子核，从而产生部分正电荷，该电荷可以被相邻的孤電子对稳定，就像碳正离子一樣。
多年来，有许多其他理论被提出来解释此效應。基态失稳效应假定α孤電子对和亲核电子对通过电子排斥（填充-填充的轨道相互作用）彼此失稳，從而通过增加基态能量來降低活化能，進而使之更具反应性。若假设某些过渡态帶有自由基特征，或是过渡态形成更進一步的亲核试剂-受體化學键，則过渡态有可能穩定化。亲核试剂的极化性或分子內催化作用也起着作用。最近的一项计算机模拟研究的确发现了邻位效应与所谓的变形能之间的相关性，变形能是将两种反应物在过渡态聚集在一起所需的电子能。
邻位效应还取决于溶剂，但其效力無法预测，它可以随着溶剂组成濃度的不同而增加或减少，甚至在特定濃度达到最大值。在某些情况下，在气相中反应的邻位效应消失了，于是一些人认为溶剂效应為主要因素。